# Nati nel 1583
| Questa pagina contiene informazioni ricavate automaticamente dalle voci biografiche con l'ausilio del template Bio e di un bot. L'aggiornamento è periodico e automatico e ricostruisce completamente la pagina. Se manca una persona in questa lista, sei pregato di non aggiungerla, ma accertati piuttosto che la sua voce biografica contenga il template Bio e che i dati anagrafici siano correttamente compilati. Se il template Bio manca, inseriscilo tu stesso o, in alternativa, metti l'avviso {{tmp\|Bio}} che ne segnala la mancanza. Se i dati riportati sono sbagliati, correggi direttamente la voce biografica; le modifiche saranno visibili in questa lista entro pochi giorni. Per chiarimenti vedi il progetto biografie. La lista contiene solo le 91 persone che sono citate nell'enciclopedia e per le quali è stato implementato correttamente il template Bio. Pagina aggiornata al 26 lug 2025. |

## Gennaio(4)
- 5 gennaio - Cristoforo Borri, gesuita, astronomo e matematico italiano († 1632)
- 8 gennaio - Simon Episcopius, teologo olandese († 1643)
- 12 gennaio - Nicolò Alemanni, antiquario, bibliotecario e presbitero italiano († 1626)
- 28 gennaio - Filippo Salviati, scienziato italiano († 1614)

## Febbraio(3)
- 2 febbraio - Anna Visscher, artista, poetessa e traduttrice olandese († 1651)
- 3 febbraio - Giambattista Basile, letterato e scrittore italiano († 1632)
- 17 febbraio - Carlo Maranta, vescovo cattolico italiano († 1664)

## Marzo(6)
- 3 marzo - Anna d'Assia-Darmstadt, nobile († 1631)
- 3 marzo - Edward Herbert, filosofo e poeta inglese († 1648)
- 18 marzo - Mario Guiducci, astronomo italiano († 1646)
- 19 marzo - Secondo Lancellotti, scrittore e religioso italiano († 1643)
- 20 marzo - Alvise Mocenigo, politico e ammiraglio italiano († 1654)
- 27 marzo - Helfrich Ulrich Hunnius, giurista tedesco († 1636)

## Aprile(3)
- 4 aprile - Francesco Quaresmio, francescano e orientalista italiano († 1650)
- 8 aprile - Miklós Esterházy, nobile, militare e politico ungherese († 1645)
- 10 aprile - Ugo Grozio, giurista, filosofo e teologo olandese († 1645)

## Maggio(3)
- 1º maggio - Orazio Grassi, matematico e architetto italiano († 1654)
- 10 maggio - Fernando Afán de Ribera, duca di Alcalá, generale e politico spagnolo († 1637)
- 26 maggio - Susanna Hall, inglese († 1649)

## Giugno(6)
- 1º giugno - Johann Fugger il Vecchio, banchiere, mercante e nobile tedesco († 1633)
- 16 giugno - Axel Oxenstierna, politico svedese († 1654)
- 17 giugno - Pace Pasini, poeta e filosofo italiano († 1644)
- 20 giugno - Jacob De la Gardie, generale e politico svedese († 1652)
- 22 giugno - Gioacchino Ernesto di Brandeburgo-Ansbach, nobile († 1625)
- 27 giugno - Christoph von Dohna, politico tedesco († 1637)

## Luglio(4)
- 2 luglio - Dodo zu Innhausen und Knyphausen, militare tedesco († 1636)
- 12 luglio - Felice Palma, scultore italiano († 1625)
- 20 luglio - Albano Roe, presbitero e monaco cristiano inglese († 1642)
- 28 luglio - Johann Remmelin, medico e matematico tedesco († 1632)

## Agosto(6)
- 9 agosto - Lorenzo Ramírez de Prado, umanista, politico e scrittore spagnolo († 1658)
- 10 agosto - Sigismondo Coccapani, pittore e architetto italiano († 1643)
- 21 agosto - Eleonora di Hohenzollern, principessa prussiana († 1607)
- 21 agosto - Denis Pétau, filosofo, storico e teologo francese († 1652)
- 26 agosto - Adamo di Schwarzenberg, ufficiale tedesco († 1641)
- 27 agosto - Giovanni Giacomo Semenza, pittore italiano († 1636)

## Settembre(5)
- 4 settembre - Jost Hänzenberger, politico svizzero
- 13 settembre - Girolamo Frescobaldi, compositore, organista e clavicembalista italiano († 1643)
- 23 settembre - Cristiano II di Sassonia, nobile tedesco († 1611)
- 24 settembre - Albrecht von Wallenstein, generale e politico tedesco († 1634)
- 29 settembre - Giovanni VIII di Nassau-Siegen, nobile e militare tedesco († 1638)

## Ottobre(2)
- 18 ottobre - Takeda Nobuyoshi, militare giapponese († 1603)
- 22 ottobre - Laurens Reael, ammiraglio olandese († 1637)

## Novembre(5)
- 3 novembre - Matteo Ponzone, pittore italiano
- 10 novembre - Antonio Gundicaro di Oldenburg, nobile tedesco († 1667)
- 11 novembre - Vincenzo Lorenzoni, notaio e politico sammarinese († 1664)
- 15 novembre - Théophile Raynaud, teologo francese († 1663)
- 25 novembre - Juan de Lugo, gesuita, cardinale e teologo spagnolo († 1660)

## Dicembre(1)
- 25 dicembre - Orlando Gibbons, compositore e organista inglese († 1625)

## Senza giorno specificato(43)
- Paolo Agostini, compositore e organista italiano († 1629)
- Hans Georg von Arnim, generale tedesco († 1641)
- Lorenzo Azzolini, vescovo cattolico italiano († 1633)
- Alessandro Baratta, incisore italiano
- Alessandro Bardelli, pittore italiano († 1633)
- John Beaumont, poeta inglese († 1627)
- Hendrik van der Borcht il Vecchio, incisore e pittore fiammingo († 1651)
- Luigi Capponi, cardinale, arcivescovo cattolico e bibliotecario italiano († 1659)
- Carlo Andrea Caracciolo, II marchese di Torrecuso, nobile e militare italiano († 1646)
- Alonso Carbonel, architetto e scultore spagnolo († 1660)
- Nicolas Caussin, gesuita, scrittore e teologo francese († 1651)
- Pierdonato Cesi, cardinale italiano († 1656)
- Estienne Cleirac, avvocato francese († 1657)
- Francisco De Rioja, poeta spagnolo († 1659)
- Matteo Ferchio, francescano, filosofo e teologo italiano († 1669)
- Ascanio Filomarino, cardinale italiano († 1666)
- Gamō Hideyuki, militare giapponese († 1612)
- Hendrick Goudt, pittore, incisore e disegnatore olandese († 1648)
- Henry Grey, VIII conte di Kent, nobile e politico inglese († 1639)
- Hans de Witte, banchiere e mercante olandese († 1630)
- Hayashi Razan, filosofo e scrittore giapponese († 1657)
- Alexander Henderson, teologo scozzese († 1646)
- Iwaki Sadataka, militare giapponese († 1620)
- Pieter Lastman, pittore, incisore e miniaturista olandese († 1633)
- Philip Massinger, drammaturgo inglese († 1640)
- Juan de Mesa, scultore spagnolo († 1627)
- Johann Daniel Mylius, teologo, medico e alchimista tedesco († 1628)
- Sanson Napollon, diplomatico francese († 1633)
- Giuseppe Palazzotto Tagliavia, compositore e religioso italiano
- Astolfo Petrazzi, pittore italiano († 1665)
- Gabriello Puliti, compositore italiano († 1644)
- Antonio Pérez, giurista spagnolo († 1672)
- Virginia Ramponi Andreini detta Florinda, attrice e cantante italiana
- Beniamino di Rohan-Soubise, nobile e condottiero francese († 1642)
- Ferdinando Saracinelli, poeta e librettista italiano († 1640)
- Federico Savelli, generale italiano († 1649)
- Blanche Somerset, nobile inglese († 1649)
- Giulio Strozzi, poeta italiano († 1652)
- Marc'Antonio Tomati, vescovo cattolico italiano († 1693)
- Marino Torre, ammiraglio italiano († 1633)
- Turlupin, attore teatrale francese († 1634)
- Johann Wiesel, ottico tedesco († 1662)
- Nzinga di Ndongo e Matamba, regina († 1663)